# Sabine Utheß
Sabine Utheß (geb. Sachs; * 1. Juli 1946 in Eisenach) ist eine deutsche Fremdsprachendidaktikerin und Schulbuchautorin für den Deutschunterricht sowie im Behindertensport Europameisterin im Kugelstoßen.

## Leben und berufliche Laufbahn
Als Schülerin wurde Utheß Junioren-DDR-Meisterin in der Leichtathletik und besuchte ab dem 10. Schuljahr die Erfurter Kinder- und Jugendsportschule bis zum Abitur. Danach studierte sie Slawistik und Germanistik zum Lehramt, zum Teil in Woronesch (Russland). Anschließend begann sie an der Pädagogischen Hochschule Erfurt ein Forschungsstudium in der Russischmethodik bis zur Promotion, um darauf mehrere Jahre in der Schule als Russisch- und Deutschlehrerin zu arbeiten. 1970 ging sie an die Akademie der Pädagogischen Wissenschaften der DDR (APW) in Berlin und forschte auf dem Gebiet der Fremdsprachendidaktik, habilitierte sich 1978 und war von 1980 bis 1990 Direktorin des Instituts für Fremdsprachenunterricht. Sie betreute 24 Aspiranten zur Promotion und sechs Wissenschaftler zur Habilitation. 
Nach der Auflösung der APW fing sie 1991 als Redakteurin beim Ernst-Klett-Verlag an und gab Lehrwerke für Russisch, für Deutsch als Fremdsprache und für Deutsch (Deutsch kombi plus) heraus. Daneben war sie in Trägervereinsvorständen einiger Kreativitätsschulen in Berlin. 
Nachdem sie 1997 durch einen Unfall den linken Arm verloren hatte, begann sie mit regelmäßigem Training im Behindertensport, erreichte einen Platz in der Leichtathletik-Nationalmannschaft (Kugelstoß, Diskus-, Speerwurf) und nahm im Kugelstoßen der Frauen 2000 an den Paralympics in Sydney und 2004 in Athen teil. Sie wurde bei der IPC-Leichtathletik-Europameisterschaften in Assen 2003 in der Startklasse F46 auch Europameisterin.
Sabine Utheß war mit Herbert Utheß (1925–2000), ebenfalls an der APW tätig, verheiratet.

## Einzelbelege
1. ↑  Paralympics. In: Berliner Tagesspiegel. 18. Oktober 2000, abgerufen am 23. Juli 2018.
2. ↑  Ergebnisse der EM Assen. Archiviert vom Original (nicht mehr online verfügbar) am 8. Juni 2021; abgerufen am 27. Juli 2019.

| Personendaten    | Personendaten                                                                           |
| ---------------- | --------------------------------------------------------------------------------------- |
| NAME             | Utheß, Sabine                                                                           |
| ALTERNATIVNAMEN  | Sachs, Sabine (Geburtsname)                                                             |
| KURZBESCHREIBUNG | deutsche Fremdsprachendidaktikerin, Schulbuchautorin und Europameisterin im Kugelstoßen |
| GEBURTSDATUM     | 1. Juli 1946                                                                            |
| GEBURTSORT       | Eisenach                                                                                |